# Championnat du monde de hockey sur glace 1995
Navigation
Italie 1994 Autriche 1996
Le cinquante-neuvième championnat du monde de hockey sur glace eut lieu à Stockholm et Gävle en Suède. En raison du lock-out que connut la Ligue nationale de hockey, aucun joueur de la LNH ne prit part à ce championnat.
La Lituanie prend part au championnat pour la première fois depuis 1938. Elle s'aligne alors dans la poule C.

## Poule A
|        | Équipe     | PJ | V | D | N | BP | BC | Pts |
| ------ | ---------- | -- | - | - | - | -- | -- | --- |
| Or     | Finlande   | 8  | 6 | 1 | 1 | 34 | 15 | 13  |
| Argent | Suède      | 8  | 6 | 1 | 1 | 28 | 12 | 13  |
| Bronze | Canada     | 8  | 4 | 3 | 1 | 27 | 23 | 9   |
| 4      | Tchéquie   | 8  | 4 | 5 | 0 | 17 | 16 | 8   |
| 5      | Russie     | 6  | 5 | 1 | 0 | 26 | 12 | 10  |
| 6      | États-Unis | 6  | 3 | 1 | 2 | 18 | 15 | 8   |
| 7      | Italie     | 6  | 3 | 2 | 1 | 14 | 18 | 7   |
| 8      | France     | 6  | 3 | 3 | 0 | 14 | 16 | 6   |
| 9      | Allemagne  | 5  | 1 | 4 | 0 | 11 | 20 | 2   |
| 10     | Norvège    | 5  | 1 | 4 | 0 | 9  | 18 | 2   |
| 11     | Autriche   | 7  | 1 | 5 | 1 | 17 | 31 | 3   |
| 12     | Suisse     | 7  | 0 | 6 | 1 | 14 | 32 | 1   |

La Suisse rejoint la poule B pour le championnat de 1996.

### Effectif vainqueur
| Place | Pays     | Joueurs |
| ----- | -------- | --- |
| 1     | Finlande | Jarmo Myllys, Ari Sulander, Jukka Tammi, Marko Kiprusoff, Petteri Nummelin, Erik Hämäläinen, Timo Jutila, Janne Niinimaa, Janne Ojanen, Esa Keskinen, Saku Koivu, Marko Palo, Raimo Helminen, Antti Törmänen, Ville Peltonen, Jere Lehtinen, Juha Ylönen, Hannu Virta, Sami Kapanen, Mika Strömberg, Tero Lehterä, Mika Nieminen, Raimo Summanen |

## Poule B
|    | Équipe          | PJ | V | D | N | BP | BC | Pts |
| -- | --------------- | -- | - | - | - | -- | -- | --- |
| 13 | Slovaquie       | 7  | 7 | 0 | 0 | 60 | 15 | 14  |
| 14 | Lettonie        | 7  | 6 | 1 | 0 | 65 | 16 | 12  |
| 15 | Pologne         | 7  | 4 | 3 | 0 | 29 | 30 | 8   |
| 16 | Pays-Bas        | 8  | 3 | 5 | 0 | 22 | 41 | 6   |
| 17 | Danemark        | 6  | 3 | 3 | 0 | 28 | 25 | 6   |
| 18 | Japon           | 7  | 2 | 5 | 0 | 26 | 45 | 4   |
| 19 | Grande-Bretagne | 7  | 2 | 5 | 0 | 19 | 35 | 4   |
| 20 | Roumanie        | 7  | 1 | 6 | 0 | 15 | 57 | 2   |

La Slovaquie rejoint la poule A pour le championnat de 1996. La Roumanie rejoint quant à elle la Poule C.

## Poule C

### Groupe A
|    | Équipe               | PJ | V | D | N | BP | BC | Pts |
| -- | -------------------- | -- | - | - | - | -- | -- | --- |
| 21 | Biélorussie          | 4  | 3 | 1 | 0 | 14 | 8  | 6   |
| 22 | Kazakhstan           | 4  | 3 | 0 | 1 | 23 | 3  | 7   |
| 23 | Ukraine              | 4  | 2 | 1 | 1 | 28 | 9  | 5   |
| 24 | Estonie              | 4  | 3 | 1 | 0 | 22 | 16 | 6   |
| 25 | Chine                | 4  | 2 | 2 | 0 | 13 | 26 | 4   |
| 26 | Hongrie              | 4  | 1 | 3 | 0 | 15 | 20 | 2   |
| 27 | Slovénie             | 4  | 2 | 2 | 0 | 28 | 15 | 2   |
| 28 | Serbie-et-Monténégro | 4  | 1 | 3 | 0 | 13 | 31 | 2   |
| 29 | Bulgarie             | 4  | 0 | 4 | 0 | 4  | 32 | 0   |

La Biélorussie rejoint la poule B pour le championnat de 1996. La Yougoslavie et la Bulgarie quant à elle rejoint la Poule D.

### Groupe B
|    | Équipe           | PJ | V | D | N | BP | BC | Pts |
| -- | ---------------- | -- | - | - | - | -- | -- | --- |
| 30 | Croatie          | 6  | 5 | 0 | 1 | 50 | 17 | 11  |
| 31 | Lituanie         | 6  | 5 | 0 | 1 | 48 | 13 | 11  |
| 32 | Espagne          | 6  | 4 | 2 | 0 | 42 | 19 | 8   |
| 33 | Corée du Sud     | 6  | 3 | 3 | 0 | 42 | 19 | 6   |
| 34 | Belgique         | 6  | 2 | 3 | 1 | 30 | 27 | 5   |
| 35 | Israël           | 6  | 3 | 3 | 0 | 31 | 22 | 6   |
| 36 | Australie        | 6  | 3 | 3 | 0 | 31 | 31 | 6   |
| 37 | Afrique du Sud   | 6  | 1 | 5 | 0 | 14 | 47 | 2   |
| 38 | Grèce            | 4  | 0 | 3 | 1 | 9  | 56 | 1   |
| 39 | Nouvelle-Zélande | 4  | 0 | 4 | 0 | 7  | 53 | 0   |

Le groupe B est supprimé pour laisser la place à la poule D à partir de 1996.